# 시위 제1연대
시위 제1연대(侍衛第一聯隊)는 대한제국 시기에 창설된 궁성 경호 부대이다. 대한제국 고종의 황제권 강화 노력의 일환으로 러시아식 편제에 따라 1898년 5월에 창설되었으며, 1905년 4월에 시위보병 제1연대로 재편되었다.

## 연혁
- 1898년(고종 35년, 광무 2년) 5월 27일, 부대 창설 (시위 제1대대, 시위 제2대대로 연대를 편성)[2]
- 1898년 7월 2일, 1개 포병대 추가 편성
- 1899년(고종 36년, 광무 3년) 9월, 제3대대 추가 편성
- 1899년 12월 19일, 2개 포병대대 및 1개 군악대 추가 편성 (포병대대는 기존 1개 포병대를 해체한 후 증편한 것임)
- 1902년(고종 39년, 광무 6년) 9월 12일, 제3대대 및 제2포병대대, 군악대를 시위 제2연대로 배속 전환 (시위 제2연대가 창설됨)[3]
- 1904년(고종 41년, 광무 8년) 3월 12일, 군악대 추가 편성
- 1905년(고종 42년, 광무 9년) 4월 14일, 부대 명칭을 시위보병 제1연대로 개칭 및 시위 제2연대로부터 1개 대대를 편입하는 등의 편제 개편[4] (시위 제2연대, 친위 제1연대, 친위 제2연대 해체)
- 1907년(고종 44년, 광무 11년) 4월 22일, 연대가 시위혼성여단(侍衛混成旅團, 侍衛渾成旅團)으로 편제됨[5][6]
- 1907년 8월 1일, 부대 해체 (대한제국 군대 해산)

## 지휘관
- 초대, 부령(副領) 조동윤(趙東潤)[7] : 1898년 4월 14일 (양력 6월 2일) ~ 1898년 9월 28일 (양력 11월 11일)

서리, 군부(軍部) 군무국 군사과장 권용국(權用國) : 1898년 10월 5일 (양력 11월 18일) 당시
- 부령 권용국(權用國) : 1898년 11월 30일 ~ 1899년 6월 28일 (양력 8월 4일) 휴직
- 정령(正領)[8] 김승규(金昇圭) : 1899년 7월 13일 (양력 8월 18일) ~ 1899년 10월 6일 (양력 11월 8일) 휴직
- 부령 이기동(李基東) : 1899년 10월 6일 (양력 11월 8일) ~ 1900년 9월 29일 (양력 11월 20일) 면직

서리, 참령 이태래(李泰來) : 1899년 12월 8일 (양력 1900년 1월 9일) 당시
- 부령 구영조(具永祖) : 1900년 10월 5일 (양력 11월 26일) ~ 1901년 11월 11일 (양력 3월 1일) 면직
- 부령 구영조(具永祖) : 1902년 3월 1일 (양력 4월 8일) ~ ?
- 부령 양성환(梁性煥) : 1903년 4월 16일 (양력 5월 12일) ~ 1903년 8월 16일 (양력 10월 6일) 면직

서리, 경무사 양성환(梁性煥) : 1903년 8월 16일 (양력 10월 6일) ~ 1903년 10월 24일 (양력 11월 11일)
- 부령 양성환(梁性煥) : 1903년 10월 24일 (양력 11월 11일) ~ 1904년 (양력 4월 12일) 면직
- 부령 이근형(李根馨) : 1904년 2월 26일 (양력 4월 11일) ~ 1904년 (양력 4월 11일) 면직
- 부령 이근형(李根馨) : 1904년 7월 9일 (양력 8월 19일) ~
- 정령 이근형(李根馨) : 1905년 3월 14일[9] (양력 4월 18일) ~
- 정령 이근형(李根馨) : 1907년 3월 18일 (양력 4월 30일) ~

## 부관
- 초대, 정위 조영규(趙寧奎) :1898 4월 14일 (양력 6월 2일) ~ ?

## 전투
- 1907년의 군대 해산에 즈음하여 시위보병 제1연대 제1대대장으로 있던 박승환(朴昇煥) 참령이 자결하였고 이에 제1대대 장병과 인접한 시위보병 제2연대 제1대대 장병들이 남대문 전투로 알려진 교전을 행하였다.

## 편성

### 1898년 5월
시위 제1연대 창설 시점인 1898년 5월 당시 편성은 아래와 같다. 전체 병력 약 2,000명 규모이다.
- 연대본부 : 연대장 등 7명[10]
- 제1대대 (5개 중대, 제1중대 ~ 제5중대)
- 제2대대 (5개 중대, 제1중대 ~ 제5중대)

### 1900년 12월
1900년 12월 당시 편성은 아래와 같다. 전체 병력 약 3,750명 규모이다.
- 연대본부
- 제1대대 (5개 중대, 제1중대 ~ 제5중대)
- 제2대대 (5개 중대, 제1중대 ~ 제5중대)
- 제3대대 (5개 중대, 제1중대 ~ 제5중대)
- 포병 제1대대 (3개 중대, 산포 1중대, 산포 2중대, 야포 중대)
- 포병 제2대대 (3개 중대, 산포 1중대, 산포 2중대, 야포 중대)
- 군악대

### 1902년 10월
1902년 10월 당시 편성은 아래와 같다. 전체 병력 약 2,300명 규모이다.
- 연대본부
- 제1대대 (5개 중대, 제1중대 ~ 제5중대)
- 제2대대 (5개 중대, 제1중대 ~ 제5중대)
- 포병대대 (3개 중대, 산포 1중대, 산포 2중대, 야포 중대)

### 1905년 4월
시위보병 제1연대 시기인 1905년 4월 당시 편성은 아래와 같으며, 이 편제는 부대 해체 직전까지 이어진다. 전체 병력은 1905년 4월에 약 2,500명 규모였다가 1907년 5월에 약 1,850명으로 축소된다.
- 연대본부 : 연대장 등 11명
- 제1대대 (4개 중대, 제1중대 ~ 제4중대)
- 제2대대 (4개 중대, 제1중대 ~ 제4중대)
- 제3대대 (4개 중대, 제1중대 ~ 제4중대)

## 같이 보기
- 대한제국 육군
- 시위대 (대한제국)
- 친위대 (대한제국)
- 진위대
- 시위 제2연대
- 친위 제1연대
- 친위 제2연대
- 대한제국군 해산
- 남대문 전투